# Issoria minor
Issoria minor är en fjärilsart som beskrevs av Ecole Bordelaise 1924. Issoria minor ingår i släktet Issoria och familjen praktfjärilar. Inga underarter finns listade i Catalogue of Life.